# Wyke Regis
Wyke Regis är en ort i civil parish Weymouth, i kommunen Dorset, i grevskapet Dorset, i England. Orten hade 5 571 invånare år 2011. Wyke Regis var en civil parish fram till 1933 när den blev en del av Weymouth och Chickerell. Civil parish hade 4 378 invånare år 1931.